# David Gaines

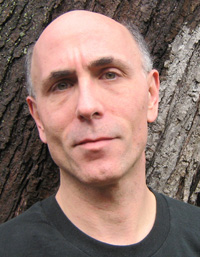
David Gaines

David Gaines (* 1961) ist ein US-amerikanischer Komponist zeitgenössischer klassischer Musik.

## Leben
David Gaines wuchs in Stamford (Connecticut) auf. Er spielte Euphonium und Bassposaune in verschiedenen Bands und Orchestern, für zwei Jahre war er 1. Euphoniumspieler der Connecticut All-State Band.

## Studium
Gaines studierte an der Northwestern University, der American University und am Peabody Institut der Johns Hopkins University, wo er mit einem Doktortitel in Komposition abschloss. Seine Lehrer waren M. William Karlins, Stephen Syverud, Jerzy Sapieyevski, Jean Eichelberger Ivey und Robert Sirota.

## Außermusikalische Aktivitäten
Gaines gilt als Vorkämpfer der künstlichen Sprache Esperanto. Er wurde 1994 Ehrenmitglied der Society and Esperanto Stiftung in Bulgarien, 2006 verlieh ihm die internationale Organisation Muzika Esperanto-Ligo den Titel eines Ehrenpräsidenten.

## Werk
Sein Schaffen umfasst zwei Sinfonien, Konzerte für Euphonium, Posaune und Baritonsaxophon, zahlreiche Stücke der Kammermusik für eine Vielzahl von Instrumenten sowie Elektronische Musik.

### Orchesterwerke
- Concerto für Euphonium und Orchester (1987)
- Symphony No. 1 "Esperanto" für Mezzosopran und großes Orchester (Text in Esperanto, 1994–1998)
- Kvardek für Streicher und Pauke (2000)
- and dispel the miseries of the world für Baritonsaxophon und Kammerorchester (2007–08)
- Concerto für Posaune und Orchester (2008–2009)

### Werke für Bläserensemble
- Spiritstatoj für Sinfonisches Blasorchester (1996)
- Concertino für Euphonium und Blasorchester (1998/99)
- The Lion of Panjshir (Symphony No. 2) für Erzähler und sinfonisches Blasorchester (2002–04)

### Chormusik
- Povas Plori Mi Ne Plu für A-cappella-Chor (1994)(Originaltext in Esperanto)

### Kammermusik
- Five Miniatures für Flöte and Euphonium (1983)
- Scenes from a Little One's Dreams für Jazzpiano (1985)
- "Elegy" from Three Moods für Streichquartett (1987)
- American Spring für Euphonium und Gitarre (1990)
- Quartet No. 3 für Altflöte, Englischhorn, Viola und Bassklarinette(1992)
- Suite of Changes für Viola und Schlagwerk (1992/93)
- Duo für Flöte und Tuba (1993)
- Mozaiko de Vintro für Tonband (1993)
- Lyric Fanfare für Posaune und Klavier (1993)
- Spring Suite für Violine Solo (1984 for Flöte, bearbeitet 1993)
- Saluton! Ouvertüre für verstärkte Flöte, verstärktes Cello und Kurzweil K2000 Sampling-Keyboard (1995)
- Jubilee für Euphonium und Klavier (2005)
- Heavy Metal Lullaby für Musikbox, Glockenspiel, und Celesta (2009)